# Iván Yampolski
Iván Vasílievich Yampolski (en ruso: Иван Васильевич Ямпольский, 26 de febrero de 1925, Natyrbovo - 24 de abril de 1983, Esentukí) fue un francotirador soviético ruso que sirvió como sargento en la 1.ª Compañía del 515.º Regimiento de la 134.ª División de Infantería del 69.º Ejército del Primer Frente Bielorruso.

## Biografía
Nació, en una familia campesina de etnia rusa, el 26 de febrero de 1925 en Natyrbovo, seló del Óblast Autónomo Adigué (Circasiano) (actual república de Adiguesia) del krai del Cáucaso Norte de la RSFS de Rusia, en la Unión Soviética. Recibió siete cursos de instrucción y trabajó en el koljós local.
Se alistó en el Ejército Rojo el 22 de febrero de 1943 y participó en la Gran Guerra Patria desde el 15 de julio de ese mismo año. Operó como servidor de ametralladora y francotirador en el Frente del Cáucaso Norte y en el Primer Frente Bielorruso. Sus mayores acciones como francotirador se dieron el 16-17 de enero de 1945 en Radom (Polonia) donde abatió a 15 soldados de la Alemania Nazi; el 31 de enero de ese año, destacó en el cruce del río Oder desbaratando las acciones de la infantería enemiga y eliminando a 20 soldados y oficiales alemanes; y entre el 18 y el 28 de abril de 1945 en los combates al noroeste de Frankfurt del Oder, en los que, a pesar de estar herido, abatió a 10 soldados alemanes y substituyó a su comandante. En el transcurso de la guerra fue herido tres veces.
Fue desmovilizado en 1950. Vivió el resto de su vida en Esentukí, en el krai de Stávropol, donde trabajó como chófer. Murió el 24 de abril de 1983.

## Condecoraciones
- Orden de la Guerra Patria de 1.ª clase.
- Orden de la Gloria de 1.ª, 2.ª y 3.ª clase.
- Medalla al Valor
- Medalla de la victoria sobre Alemania en la Gran Guerra Patriótica 1941-1945
- Medalla por la Conquista de Berlín
- Medalla Conmemorativa del 20.º Aniversario de la Victoria en la Gran Guerra Patria
- Medalla Conmemorativa del 30.º Aniversario de la Victoria en la Gran Guerra Patria
- Otras medallas.

## Homenaje
En recuerdo de Iván Yampolski se inscribió su nombre en la Sala de la Gloria del Museo Central de la Gran Guerra Patria del Parque de la Victoria de Moscú. Asimismo se erigió un monumento funerario sobre su tumba. Se colocó una placa conmemorativa en la escuela n.º 8 de Natyrbovo, donde estudió. Una calle lleva su nombre en esta localidad, y otra lo lleva en Esentukí.